# Рома, Игорь
Игорь Рома (итал. Igor Roma; род. 1969, Баден, кантон Аргау, Швейцария) — итальянский пианист.
С 15 лет живёт в Италии, первоначально в городе Скио, затем в Виченце, где окончил консерваторию (1991). Учился также в Фортепианной академии в Имоле у Франко Скала, Лазаря Бермана, Бориса Петрушанского и др. Победитель Международного конкурса пианистов имени Франца Листа в Утрехте (1996), лауреат ряда других международных состязаний.
Выпустил два диска с виртуозными произведениями романтического и постромантического репертуара, включая пьесы Ференца Листа, Фредерика Шопена, Шарля Валантена Алькана, Морица Мошковского, Александра Скрябина и др. Особенность концертного репертуара пианиста состоит в пристрастии к фортепианным дуэтам, в том числе с Энрико Паче и джазовым пианистом Харменом Франье.